# Fairview Park (Indiana)
Fairview Park é uma cidade  localizada no estado americano de Indiana, no Condado de Vermillion.

## Demografia
Segundo o censo americano de 2000, a sua população era de 1496 habitantes.
Em 2006, foi estimada uma população de 1508, um aumento de 12 (0.8%).

## Geografia
De acordo com o United States Census Bureau tem uma área de
2,3 km², dos quais 2,3 km² cobertos por terra e 0,0 km² cobertos por água.

## Localidades na vizinhança
O diagrama seguinte representa as localidades num raio de 16 km ao redor de Fairview Park.